# 飛花輕寒

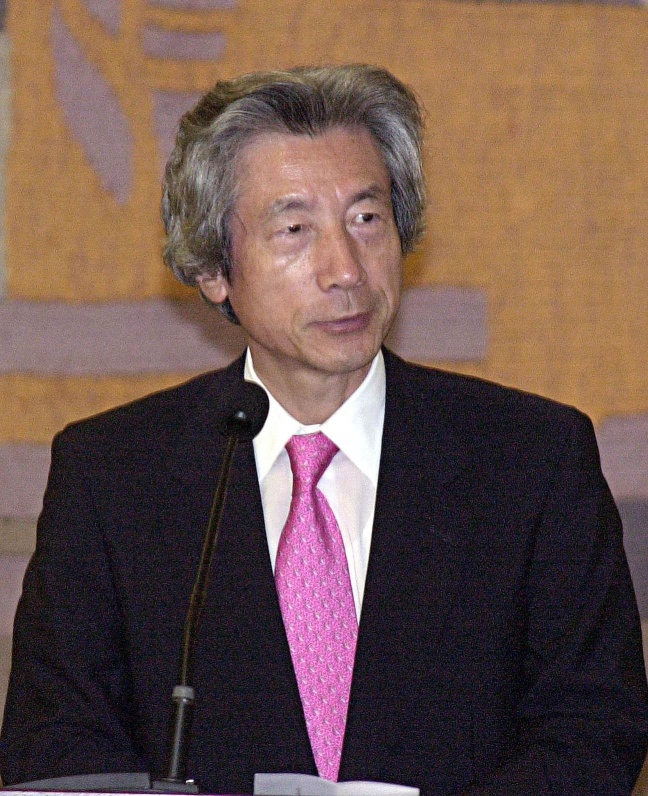
被「詩」諷刺的主角：小泉純一郎

《飛花輕寒》，是網絡上廣為流傳，網民所作，卻詐稱為中國唐朝詩人李白所作的七言絕句和嵌字詩，拆解詩句，可得反日暗語。

## 詩句拆解
詩句如下：

日暮蒼山蘭舟小，
本無落霞綴清泉。
去年葉落緣分定，
死水微漾人卻亡。

中國大陸網絡開始流傳，網民有時亦會收到有關詩句的電子郵件，示意千多年前的唐朝詩人李白，竟作有一首反日和諷刺日本首相小泉純一郎的七言絕詩，令網民嘖嘖稱奇，「佩服」李白的「愛國心」和「先見之明」。
但《飛花輕寒》與李白其他的詩句有很大出入，並且沒有押韻。有人翻查過《李太白全集》，完全沒有《飛花輕寒》一詩，其文筆風格亦不似李白的瀟洒脫俗，甚至出現唐詩中幾乎難以出現的「死」字。李白詩中的特色「酒、月、水、歌、人」，亦只見「水」和「人」，不見「酒」、「月」、「歌」。有人認為，此詩的原本作者，是把劉長卿的五言絕句名詩《逢雪宿芙蓉山主人》改頭換面而成：

日暮蒼山遠，
天寒白屋貧。
柴門聞犬吠，
風雪夜歸人。

香港嶺南大學中文系副教授鄺龑子看過《飛花輕寒》一詩後斷言：「我敢以人頭擔保，李白不可能這麼差勁，不可能寫出這樣的東西。」他分析《飛花輕寒》一詩有兩大問題，其一為平仄不合，其二是押韻不對。
七言絕句有四種平仄定式，分別為「仄起格平聲韻定式」、「平起格平聲韻定式」、「仄起格仄聲韻定式」和「平起格仄聲韻定式」。《飛花輕寒》一詩卻不合以上四種平仄定式：

仄仄平平平仄仄
仄仄平平仄仄平
平平仄仄平平仄
平平仄仄仄平平

《飛花輕寒》一詩之押韻亦不對，據《詩韻集成》，「泉」字為「仙」韻，「亡」之為「陽」韻，不合中古韻。
鄺龑子副教授表示：「這首所謂詩，別說是意境，規格都不合，根本不可以稱為詩！」

## 反應
已肯定《飛花輕寒》一詩是今人所作，創作年份約為2004年至2005年，至於是誰作此詩，除非作者本人公開身份，否則永遠是一個謎，從詩中了解，肯定作者對日本及日本首相小泉純一郎不滿，作者運用的詞藻不算太差，但文學造詣不高，尤其對近體詩方面是門外漢，并詐稱為李白所作。
《飛花輕寒》一詩一出現在網絡之中，引起了很大迴響，此首詩並非好詩，甚至明知非李白所作，但內裡的意思的確吸引很多具有反日心態的中國人引用。與此同時，亦惹起一些人的反感，認為作者幼稚，穿鑿附會，以李白之名，杜撰、意淫之作，為中國人的羞辱，也有人當作純粹飯後笑談，一笑置之。